# Barbra Streisand
Barbra Joan Streisand (oprindeligt Barbara Joan Streisand, født 24. april 1942 i Brooklyn, New York) er en amerikansk sangerinde, skuespillerinde, komponist, filmproducer og filminstruktør. 
Hun vandt i 1968 en Oscar for bedste kvindelige hovedrolle i filmen Funny Girl, og igen i 1976 for bedste originale sang. Hun har også fem Emmy'er, otte Grammy Awards og Golden Globe priser samt en Tony Award-pris.  
Streisand begyndte sin karriere ved at optræde i natklubber og på Broadway teatre i begyndelsen af 1960erne. Efter at have optrådt på diverse tv-shows fik hun en kontrakt med Columbia Records, hvor hun insisterede på at have fuld kontrol og sin karriere og accepterede til gengæld en lavere betaling, et arrangement som hun videreførte gennem sin karriere, og lancerede sit debutalbum, Barbra Streisand Album i 1963, som vandt en Grammy Award som årets album. Igennem sin karriere med at producerer musikalbums, toppede Streisand US Billboard 200 listen med 11 albums - en rekord for en kvinde - inklusive People (1964), The Way we Were (1974), Guilty (1984) og The Broadway Album (1985).  

## Privatliv
Streisand giftede sig med skuespilleren James Brolin i 1998. Hun var tidligere gift med Elliott Gould fra 1963-1971, som hun har et barn med.